# Incontinenza fecale
L'incontinenza fecale è la perdita del controllo dell'atto della defecazione, che avviene così involontariamente.

## Eziologia
Fra le cause che possono comportare tale disturbo:
- I traumi ostetrici rispondono di 60-70% dei casi di incontinenza fecale
- L'incontinenza fecale iatrogena a seguito di interventi sul colon o di chirurgia proctologica
- Lesioni che colpiscono  midollo spinale, muscoli interessati e nervi
- Alcune patologie come il diabete mellito, sindrome del colon irritabile e la malattia di Crohn
- stipsi cronica
- Presenza di masse neoplastiche
- Demenza e malattie psichiatriche

## Diagnosi
Oltre all'anamnesi e ad un esame obiettivo si utilizzano l'elettromiografia del pavimento pelvico e la manometria anorettale.

## Terapia
Il trattamento cambia a seconda della causa e della gravità, solitamente è utile il cambiamento della dieta utilizzata. Nei casi più gravi si opera chirurgicamente con colostomia o con idrocolonterapia.